# Chailly-en-Brie
Pour les articles homonymes, voir Chailly.
Ne doit pas être confondu avec Chailly-en-Bière.
Chailly-en-Brie (prononcé [ ʃa.ˈji ɑ̃ ˈbʁi]) est une commune française située dans le département de Seine-et-Marne, en région Île-de-France.

## Géographie

### Localisation

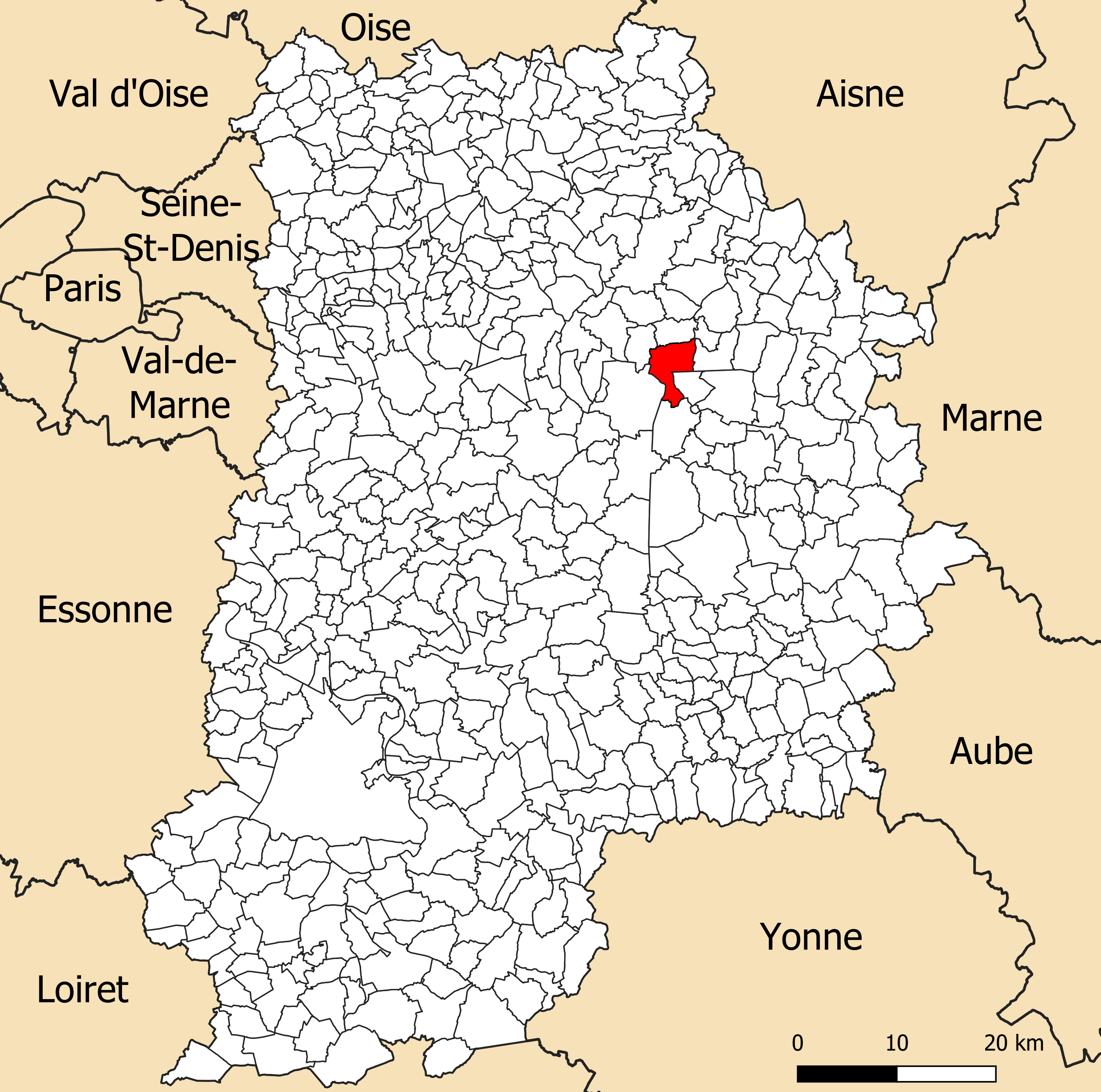
Localisation de la commune de Chailly-en-Brie dans le département de Seine-et-Marne.

Chailly-en-Brie est un village de la plaine de Brie, riche région agricole, situé par la route à environ 4,1 kilomètres au sud-est de Coulommiers.

### Communes limitrophes

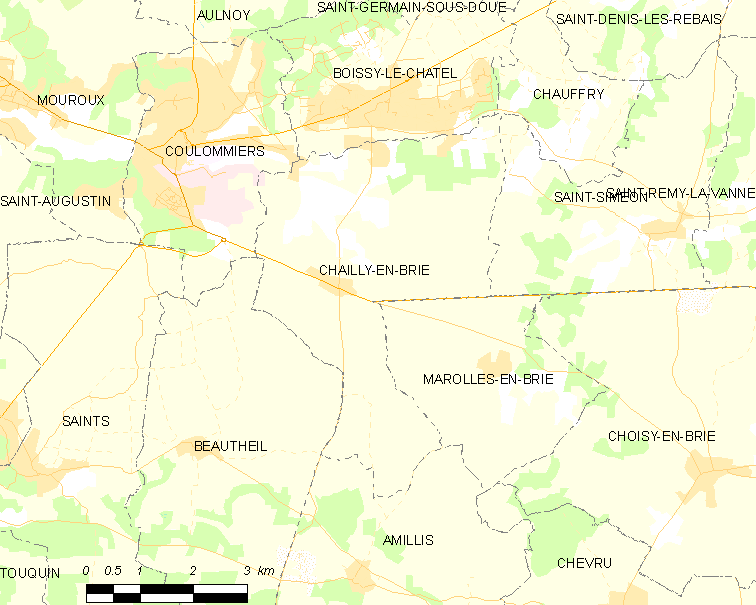
Carte des communes limitrophes de Chailly-en-Brie.

Les communes limitrophes incluent : Beautheil-Saints, Coulommiers, Boissy-le-Châtel, Marolles-en-Brie, Saint-Siméon, Chauffry et Amillis.

### Géologie et relief
L'altitude de la commune varie de 72 mètres à 159 mètres pour le point le plus haut, le centre du bourg se situant à environ 140 mètres d'altitude (mairie). Elle est classée en zone de sismicité 1, correspondant à une sismicité très faible.

### Hydrographie

#### Réseau hydrographique

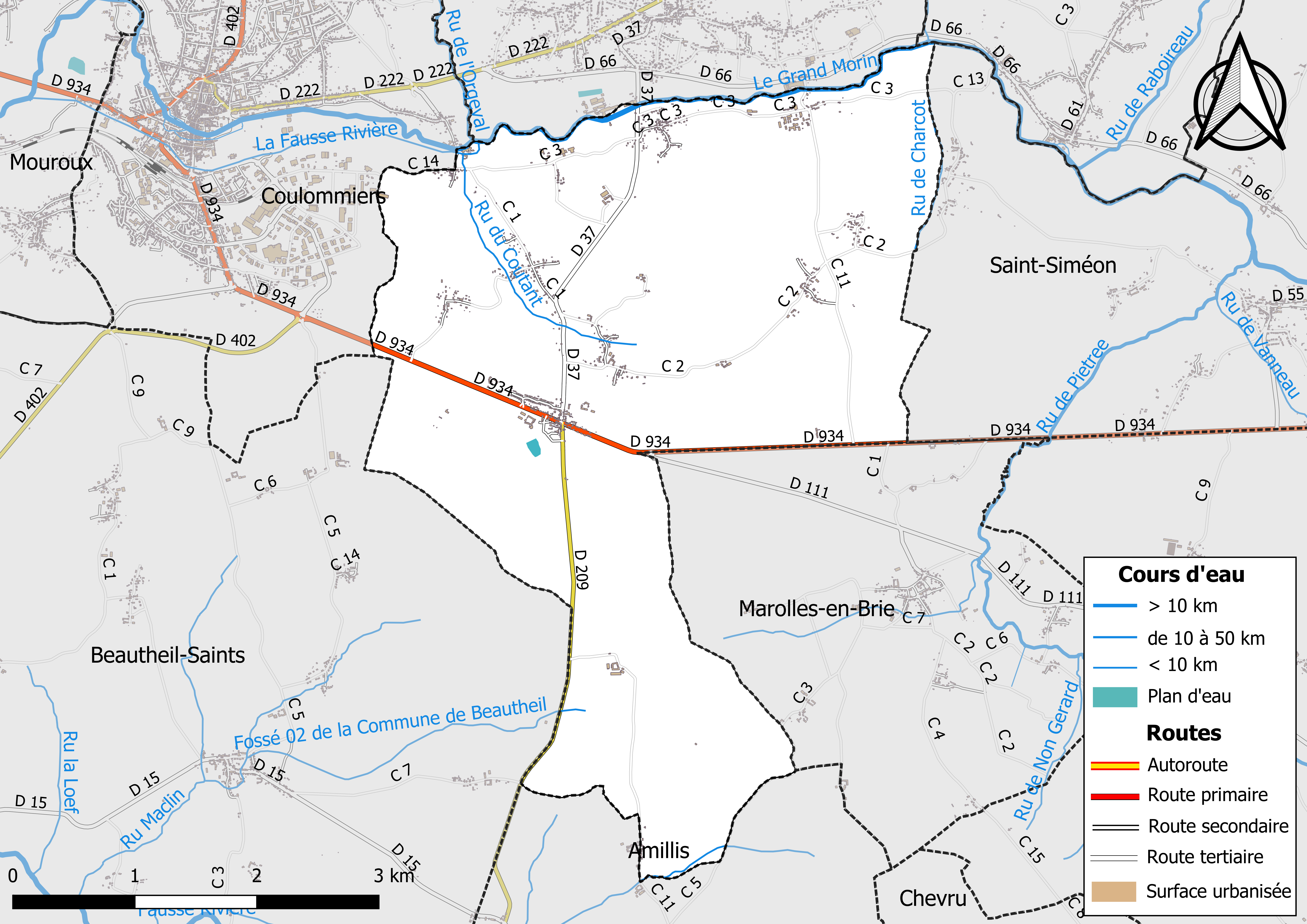
Carte des réseaux hydrographique et routier de Chailly-en-Brie.

Le réseau hydrographique de la commune se compose de huit cours d'eau référencés :
- la rivière le Grand Morin, longue de 118,16 km[4], affluent en rive gauche de la Marne ;
  - le ru de Charcot, 1,35 km[5], et ;
  - le ru des Bareaux, 1,56 km[6], et ;
  - le ru du Coutant, 2,44 km[7], qui confluent avec le Grand Morin ;
  - la Fausse Rivière, canal de 4,04 km[8], affluent du Grand Morin ;
- le fossé 02 de la Commune de Beautheil, 3,05 km[9], affluent du ru Maclin ;
- le ru de Orgeval, long de 12,81 km[10] ;
- le ru de la Baguette, long de 3,15 km[11], affluent de la Aubetin.

La longueur totale des cours d'eau sur la commune est de 8,34 km.

#### Gestion des cours d'eau
Afin d’atteindre le bon état des eaux imposé par la Directive-cadre sur l'eau du 23 octobre 2000, plusieurs outils de gestion intégrée s’articulent à différentes échelles : le SDAGE, à l’échelle du bassin hydrographique, et le SAGE, à l’échelle locale. Ce dernier fixe les objectifs généraux d’utilisation, de mise en valeur et de protection quantitative et qualitative des ressources en eau superficielle et souterraine. Le département de Seine-et-Marne est couvert par six SAGE, au sein du bassin Seine-Normandie.
La commune fait partie du SAGE « Petit et Grand Morin », approuvé le 21 octobre 2016. Le territoire de ce SAGE comprend les bassins du Petit Morin (630 km2) et du Grand Morin (1 185 km2). Le pilotage et l’animation du SAGE sont assurés par le syndicat Mixte d'Aménagement et de Gestion des Eaux (SMAGE) des 2 Morin, qualifié de « structure porteuse ».

### Climat
Pour des articles plus généraux, voir Climat de l'Île-de-France et Climat de Seine-et-Marne.
En 2010, le climat de la commune est de type climat océanique dégradé des plaines du Centre et du Nord, selon une étude du CNRS s'appuyant sur une série de données couvrant la période 1971-2000. En 2020, Météo-France publie une typologie des climats de la France métropolitaine dans laquelle la commune est exposée à un climat océanique altéré et est dans la région climatique Nord-est du bassin Parisien, caractérisée par un ensoleillement médiocre, une pluviométrie moyenne régulièrement répartie au cours de l’année et un hiver froid (3 °C).
Pour la période 1971-2000, la température annuelle moyenne est de 10,6 °C, avec une amplitude thermique annuelle de 15,3 °C. Le cumul annuel moyen de précipitations est de 740 mm, avec 11,4 jours de précipitations en janvier et 8,1 jours en juillet. Pour la période 1991-2020, la température moyenne annuelle observée sur la station météorologique la plus proche, située sur la commune de Mouroux à 7 km à vol d'oiseau, est de 11,3 °C et le cumul annuel moyen de précipitations est de 721,3 mm,. Pour l'avenir, les paramètres climatiques de la commune estimés pour 2050 selon différents scénarios d'émission de gaz à effet de serre sont consultables sur un site dédié publié par Météo-France en novembre 2022.

### Milieux naturels et biodiversité
Aucun espace naturel présentant un intérêt patrimonial n'est recensé sur la commune dans l'inventaire national du patrimoine naturel,,.

## Urbanisme

### Typologie
Au 1er janvier 2024, Chailly-en-Brie est catégorisée commune rurale à habitat dispersé, selon la nouvelle grille communale de densité à sept niveaux définie par l'Insee en 2022.
Elle est située hors unité urbaine. Par ailleurs la commune fait partie de l'aire d'attraction de Paris, dont elle est une commune de la couronne,. Cette aire regroupe 1 929 communes,.

### Lieux-dits et écarts
La commune compte 116 lieux-dits administratifs répertoriés consultables ici (source : le fichier Fantoir).

### Occupation des sols
L'occupation des sols de la commune, telle qu'elle ressort de la base de données européenne d’occupation biophysique des sols Corine Land Cover (CLC), est marquée par l'importance des territoires agricoles (90,5 % en 2018), une proportion sensiblement équivalente à celle de 1990 (91,2 %). La répartition détaillée en 2018 est la suivante : 
terres arables (77% ), zones agricoles hétérogènes (6,9% ), prairies (6,6% ), forêts (5,9% ), zones urbanisées (3,5% ), zones industrielles ou commerciales et réseaux de communication (0,2 %).
Parallèlement, L'Institut Paris Région, agence d'urbanisme de la région Île-de-France, a mis en place un inventaire numérique de l'occupation du sol de l'Île-de-France, dénommé le MOS (Mode d'occupation du sol), actualisé régulièrement depuis sa première édition en 1982. Réalisé à partir de photos aériennes, le Mos distingue les espaces naturels, agricoles et forestiers mais aussi les espaces urbains (habitat, infrastructures, équipements, activités économiques, etc.) selon une classification pouvant aller jusqu'à 81 postes, différente de celle de Corine Land Cover,,. L'Institut met également à disposition des outils permettant de visualiser par photo aérienne l'évolution de l'occupation des sols de la commune entre 1949 et 2018.

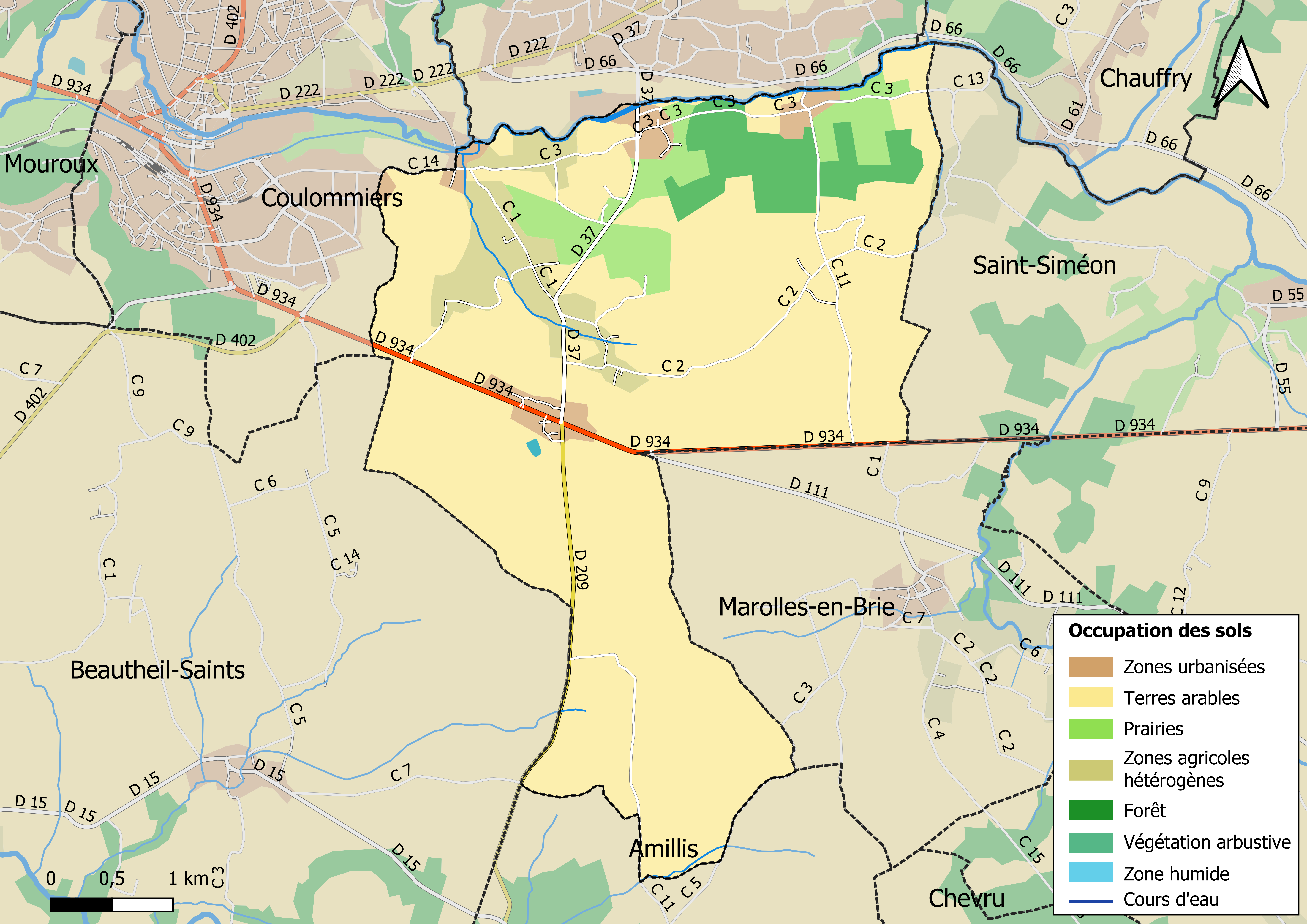
Carte des infrastructures et de l'occupation des sols en 2018 (CLC) de la commune.
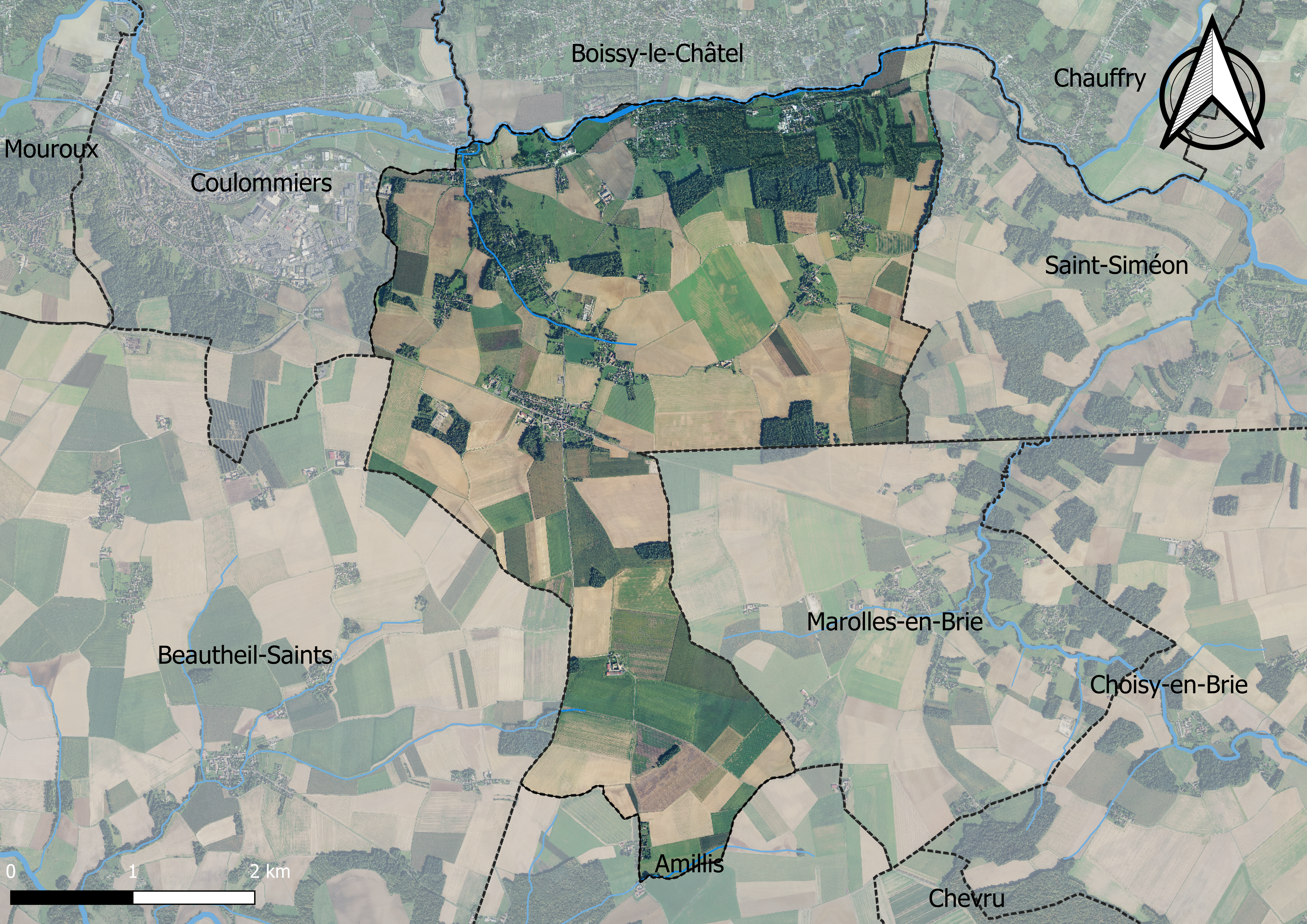
Carte orhophotogrammétrique de la commune.

### Planification
La loi SRU du 13 décembre 2000 a incité les communes à se regrouper au sein d’un établissement public, pour déterminer les partis d’aménagement de l’espace au sein d’un SCoT, un document d’orientation stratégique des politiques publiques à une grande échelle et à un horizon de 20 ans et s'imposant aux documents d'urbanisme locaux, les PLU (Plan local d'urbanisme). La commune est dans le territoire du SCOT du Bassin de vie de Coulommiers, approuvé le 11 juillet 2013 et porté par le syndicat intercommunal d’étude et de programmation (SIEP) de Coulommiers.
La commune disposait en 2019 d'un plan local d'urbanisme approuvé. Le zonage réglementaire et le règlement associé peuvent être consultés sur le géoportail de l'urbanisme.

### Logement
En 2016, le nombre total de logements dans la commune était de 595 dont 89,4 % de maisons et 8,7 % d’appartements.
Parmi ces logements, 90,2 % étaient des résidences principales, 2,9 % des résidences secondaires et 7 % des logements vacants.
La part des ménages fiscaux propriétaires de leur résidence principale s’élevait à 79,6 % contre 17,4 % de locataires et 3 % logés gratuitement.

### Voies de communication et transports

#### Transports
La commune est desservie par les lignes 10, Express 17 et 25 du réseau de bus Brie et 2 Morin et 3262 du réseau de bus Provinois - Brie et Seine.

## Toponymie
Le nom de la localité est mentionné sous les formes Calagum (Carte de Peutinger, Corpus inscript., XIII, p. 463) ; Ecclesia de Challiaco en 1184 (Cartulaire La Charité, p. 9.) ; Th. de Chaailli en 1265 (Longnon, I, p. 228.) ; Chailli en 1325 (Longnon, II, 239.) ; Chailliacum en 1353 (Longnon, Pouillés de Sens, p. 466.) ; Chailli lez Coulommiers en 1380 (Archives nationales, X1c 40, n° 222.) ; Chailly Malle Daurée en 1479 (Bibl. nat., Champagne 153, n° 27.) ; Chailly en Brie au XVe siècle (Obit. prov. Sens, IV, p. 116.); Chailly en 1508 (Archives nationales, S 1413).
Sur la table de Peutinger, Chailly-en-Brie est mentionné sous le nom de Calagum pour *Caliacum du gaulois calia « caillou, pierre » et suffixe -acum ou directement du nom du coq, *caliācos en gaulois, voire de Calliacum, avec [l] géminé qui peut remonter à *Calliācon, un dérivé en -acum de callio- « sabot ». Cf. Autres Chailly et Cailly.
Homophonie fortuite avec Chailly-en-Bière dans le même département qui semble représenter le type Catiliacum (voir ce nom et Cadillac).
La Brie est une région naturelle française située dans la partie orientale du bassin parisien, entre les vallées de la Marne, de l'Orge, de la Seine et la côte d'Île-de-France.

## Histoire
- Traces d'habitat préhistorique au lieu-dit la Bassinière.

Chailly-en-Brie fut une station sur la voie romaine de Lugdunum (Lyon) à Gesoriacum (Boulogne-sur-Mer).

## Équipements et services

### Eau et assainissement
L’organisation de la distribution de l’eau potable, de la collecte et du traitement des eaux usées et pluviales relève des communes. La loi NOTRe de 2015 a accru le rôle des EPCI à fiscalité propre en leur transférant cette compétence. Ce transfert devait en principe être effectif au 1er janvier 2020, mais la loi Ferrand-Fesneau du 3 août 2018 a introduit la possibilité d’un report de ce transfert au 1er janvier 2026,.

#### Assainissement des eaux usées
En 2020, la gestion du service d'assainissement collectif de la commune de Chailly-en-Brie est assurée par la communauté d'agglomération Coulommiers Pays de Brie (CACPB) pour la collecte, le transport et la dépollution. Ce service est géré en délégation par une entreprise privée, dont le contrat arrive à échéance le 31 décembre 2022,,.
L’assainissement non collectif (ANC) désigne les installations individuelles de traitement des eaux domestiques qui ne sont pas desservies par un réseau public de collecte des eaux usées et qui doivent en conséquence traiter elles-mêmes leurs eaux usées avant de les rejeter dans le milieu naturel. Le Syndicat mixte d'assainissement du Nord-Est  (SIANE) assure pour le compte de la commune le service public d'assainissement non collectif (SPANC), qui a pour mission de vérifier la bonne exécution des travaux de réalisation et de réhabilitation, ainsi que le bon fonctionnement et l’entretien des installations,.

#### Eau potable
En 2020, l'alimentation en eau potable est assurée par le syndicat de l'Eau de l'Est seine-et-marnais (S2E77) qui gère le service en régie,,.

### Enseignement
Lycée et CFA agricole La Bretonnière.

## Population et société

### Démographie
L'évolution du nombre d'habitants est connue à travers les recensements de la population effectués dans la commune depuis 1793. Pour les communes de moins de 10 000 habitants, une enquête de recensement portant sur toute la population est réalisée tous les cinq ans, les populations de référence des années intermédiaires étant quant à elles estimées par interpolation ou extrapolation. Pour la commune, le premier recensement exhaustif entrant dans le cadre du nouveau dispositif a été réalisé en 2005.

En 2022, la commune comptait 1 557 habitants, en évolution de +12,18 % par rapport à 2016 (Seine-et-Marne : +3,92 %, France hors Mayotte : +2,11 %).
| 1793 | 1800 | 1806 | 1821 | 1831 | 1836 | 1841 | 1846 | 1851 |
| ---- | ---- | ---- | ---- | ---- | ---- | ---- | ---- | ---- |
| 580  | 666  | 541  | 654  | 743  | 816  | 838  | 816  | 849  |

| 1856 | 1861 | 1866 | 1872 | 1876 | 1881 | 1886 | 1891 | 1896 |
| ---- | ---- | ---- | ---- | ---- | ---- | ---- | ---- | ---- |
| 800  | 840  | 865  | 844  | 827  | 830  | 878  | 870  | 842  |

| 1901 | 1906 | 1911 | 1921 | 1926 | 1931 | 1936 | 1946 | 1954 |
| ---- | ---- | ---- | ---- | ---- | ---- | ---- | ---- | ---- |
| 868  | 810  | 784  | 681  | 731  | 691  | 626  | 664  | 682  |

| 1962 | 1968 | 1975 | 1982 | 1990 | 1999  | 2005  | 2006  | 2010  |
| ---- | ---- | ---- | ---- | ---- | ----- | ----- | ----- | ----- |
| 703  | 676  | 748  | 755  | 926  | 1 180 | 1 349 | 1 351 | 1 449 |

| 2015  | 2020  | 2022  | - | - | - | - | - | - |
| ----- | ----- | ----- | - | - | - | - | - | - |
| 1 388 | 1 520 | 1 557 | - | - | - | - | - | - |

### Médias
La commune de Coulommiers et les communes environnantes (Mouroux, Boissy-le-Châtel, Aulnoy, Chailly-en-Brie, Chauffry, Faremoutiers, Pommeuse, Giremoutiers, Saint-Germain-sous-Doue) ont été choisies pour être les premières à passer au tout numérique pour la diffusion de la télévision hertzienne. Depuis le 8 novembre 2008, l'émetteur de Mouroux, site des Parrichets, diffuse la TNT. L'extinction du signal analogique a eu lieu le 5 février 2009.

## Économie

### Revenus de la population et fiscalité
En 2018, le nombre de ménages fiscaux de la commune était de 561, représentant 1 521 personnes et la  médiane du revenu disponible par unité de consommation  de 24 260 euros.

### Emploi
En 2018 , le nombre total d’emplois dans la zone était de 279, occupant 697 actifs  résidants.
Le taux d'activité de la population (actifs ayant un emploi) âgée de 15 à 64 ans s'élevait à 73,3 % contre un taux de chômage de 6,3 %.
Les 20,4 % d’inactifs se répartissent de la façon suivante : 9,5 % d’étudiants et stagiaires non rémunérés, 6,1 % de retraités ou préretraités et 4,7 % pour les autres inactifs.

### Secteurs d'activité

#### Entreprises et commerces
En 2019, le nombre d’unités légales et d’établissements (activités marchandes hors agriculture) par secteur d'activité était de 84 dont 7 dans l’industrie manufacturière, industries extractives et autres, 20 dans la construction, 25 dans le commerce de gros et de détail, transports, hébergement et restauration, 1 dans l’Information et communication, 1 dans les activités financières et d'assurance, 3 dans les activités immobilières, 12 dans les activités spécialisées, scientifiques et techniques et activités de services administratifs et de soutien, 5 dans l’administration publique, enseignement, santé humaine et action sociale et 10  étaient relatifs aux autres activités de services.
En 2020, 15 entreprises ont été créées sur le territoire de la commune, dont 12 individuelles.
Au 1er janvier 2021, la commune ne disposait pas d’hôtel et de terrain de camping.

#### Agriculture
Chailly-en-Brie est dans la petite région agricole dénommée les « Vallées de la Marne et du Morin », couvrant les vallées des deux rivières, en limite de la Brie. En 2010, l'orientation technico-économique de l'agriculture sur la commune est diverses cultures (hors céréales et oléoprotéagineux, fleurs et fruits).
Si la productivité agricole de la Seine-et-Marne se situe dans le peloton de tête des départements français, le département enregistre un double phénomène de disparition des terres cultivables (près de 2 000 ha par an dans les années 1980, moins dans les années 2000) et de réduction d'environ 30 % du nombre d'agriculteurs dans les années 2010. Cette tendance se retrouve au niveau de la commune où le nombre d’exploitations est passé de 21 en 1988 à 12 en 2010. Parallèlement, la taille de ces exploitations augmente, passant de 50 ha en 1988 à 115 ha en 2010.
Le tableau ci-dessous présente les principales caractéristiques des exploitations agricoles de Chailly-en-Brie, observées sur une période de 22 ans : 
|                                      | 1988  | 2000  | 2010  |
| ------------------------------------ | ----- | ----- | ----- |
| Dimension économique,                |       |       |       |
| Nombre d’exploitations (u)           | 21    | 14    | 12    |
| Travail (UTA)                        | 27    | 30    | 39    |
| Surface agricole utilisée (ha)       | 1 049 | 1 324 | 1 378 |
| Cultures                             |       |       |       |
| Terres labourables (ha)              | 928   | 1 206 | 1 306 |
| Céréales (ha)                        | 615   | 708   | 735   |
| dont blé tendre (ha)                 | 433   | 558   | 570   |
| dont maïs-grain et maïs-semence (ha) | 131   | s     | 105   |
| Tournesol (ha)                       | 62    |       |       |
| Colza et navette (ha)                | 59    | 39    | 62    |
| Élevage                              |       |       |       |
| Cheptel (UGBTA)                      | 310   | 250   | 92    |

## Politique et administration
| Période                                  | Période  | Identité            | Étiquette | Qualité                                  |
| ---------------------------------------- | -------- | ------------------- | --------- | ---------------------------------------- |
| Les données manquantes sont à compléter. |          |                     |           |                                          |
| maire en 1835                            | ?        | M. Hurand           |           | Cultivateur, conseiller d'arrondissement |
| mars 2001                                | En cours | Jean-François Léger |           |                                          |

## Culture locale et patrimoine

### Lieux et monuments
- Église Saint-Médard (XIIe XVIe)

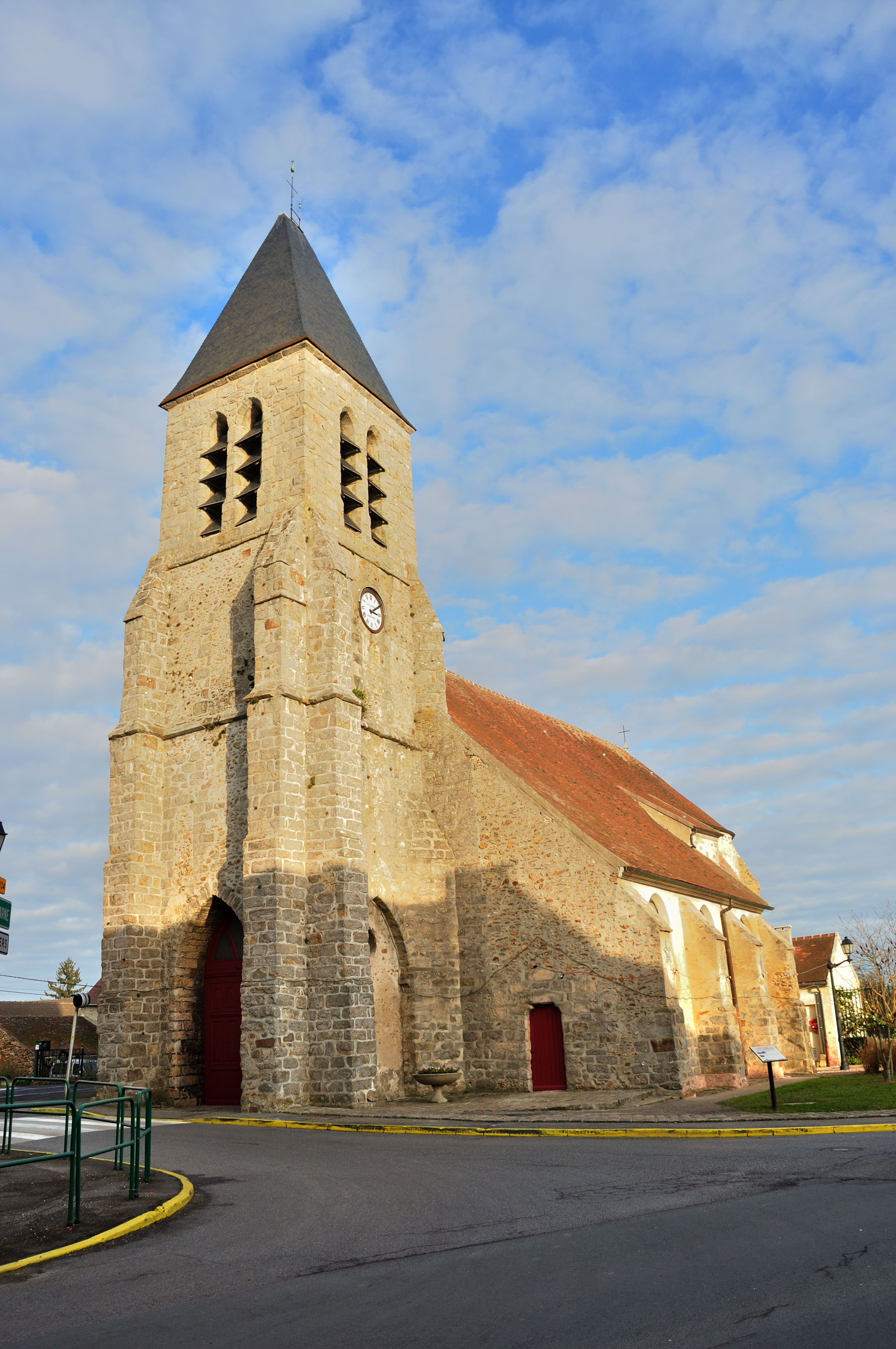
Église Saint-Médard.

L'église de Chailly est fondée avant 1107 puisqu'elle est citée dans un acte de Manassès II, évêque de Meaux à cette date.
Cependant, l'édifice est en grande partie du XIIIe siècle, avec des aménagements intérieurs datant des XVe et XVIe siècles, notamment pour les parties basses de la nef.
Construit sur un plan rectangulaire, l'édifice est précédé d'une tour-clocher carrée, datée du XIIIe siècle. La nef, sur laquelle ouvre un narthex, est flanquée de deux bas-côtés et une abside polygonale à cinq pans ferme le chœur, qui est vraisemblablement la partie la plus ancienne de l'église.

### Personnalités liées à la commune
- Étienne-Geoffoy Saint-Hilaire possède une ferme nommée la Bretonnière, commune de Chailly. (Richard, « Épisode de la vie Étienne-Geoffoy Saint-Hilaire », La terre et la vie, Société nationale d’acclimatation et de protection de la nature 2e série, t. 1, 1864, p. 454-455.)

### Héraldique
| Blason de Chailly-en-Brie | Blason  | Écartelé : au 1er de gueules à trois gouttes d'argent, au 2e d'azur à trois fleurs de lys d'or, au 3e d'azur à la bande d'argent côtoyée de deux cotices potencées et contre-potencées d'or, au 4e de gueules à la croix d'argent chargée d'une pointe de silex de gueules en abîme ; un écusson d'azur brochant sur le tout, chargé d'un cœur enflammé de gueules percé de deux flèches tombantes d'or passées en sautoir et surmonté de deux étoiles du même. Ornements extérieursTimbré d'une couronne murale d'or, soutenu à dextre d'une gerbe de blé de même et à senestre d'une branche de chêne de sinople englantée d'or, croisées et liées de gueules en sautoir à la pointe, un listel d'argent portant l'inscription CALAGVM en capitales de sable brochant sur la liure. |
| Blason de Chailly-en-Brie | Détails | Composé par Jean-Claude Molinier. L'écusson en cœur est celui de François Allaine, curé du village au XVIIe siècle. Adopté le 14 décembre 1991 en conseil municipal. |